# États-Unis aux Jeux olympiques de 1912
Les États-Unis participent aux Jeux olympiques d'été de 1912 à Stockholm en Suède. 174 athlètes américains, tous des hommes, ont participé à 68 compétitions dans 11 sports. Ils y ont obtenu 63 médailles : 25 d'or, 19 d'argent et 19 de bronze. Les États-Unis terminent à la première place du tableau des médailles.

## Bilan général
| Place | Sport      | Médaille d'or, Jeux olympiques | Médaille d'argent, Jeux olympiques | Médaille de bronze, Jeux olympiques | Total |
| 1     | Athlétisme | 16                             | 14                                 | 12                                  | 43    |
| 2     | Tir        | 7                              | 4                                  | 3                                   | 13    |
| 3     | Natation   | 2                              | 1                                  | 1                                   | 4     |
| 4     | Cyclisme   | 0                              | 0                                  | 2                                   | 2     |
| 5     | Équitation | 0                              | 0                                  | 1                                   | 1     |
| Total | Total      | 25                             | 19                                 | 19                                  | 63    |

## Médailles

### Médailles d'or
| Sport              | Discipline                   | Sportifs                                                                              | Performance |
| Médaille d'or : 25 |                              |                                                                                       |             |
| Athlétisme         | 100 m                        | Ralph Craig                                                                           | 10.8        |
| Athlétisme         | 200 m                        | Ralph Craig                                                                           | 21.7        |
| Athlétisme         | 400 m                        | Charles Reidpath                                                                      | 48.2        |
| Athlétisme         | 800 m                        | Ted Meredith                                                                          | 1:51.9      |
| Athlétisme         | 110 m haies                  | Fred Kelly                                                                            | 15.1        |
| Athlétisme         | 4 × 400 m                    | Edward Lindberg Ted Meredith Charles Reidpath Mel Sheppard                            | 3:16.6      |
| Athlétisme         | 3 000 m par équipes          | Tell Berna George Bonhag Abel Kiviat Louis Scott Norman Taber                         | 9pts        |
| Athlétisme         | Saut en longueur             | Albert Gutterson                                                                      | 7,60 m      |
| Athlétisme         | Saut en hauteur              | Alma Richards                                                                         | 1,93 m      |
| Athlétisme         | Saut à la perche             | Harry Babcock                                                                         | 3,95 m      |
| Athlétisme         | Saut en hauteur sans élan    | Platt Adams                                                                           | 1,63 m      |
| Athlétisme         | Lancer du poids              | Patrick McDonald                                                                      | 15,34 m     |
| Athlétisme         | Lancer du poids à deux mains | Ralph Rose                                                                            | 27,70 m     |
| Athlétisme         | Lancer du marteau            | Matthew McGrath                                                                       | 54,74 m     |
| Athlétisme         | Pentathlon                   | Jim Thorpe                                                                            | 7pts        |
| Athlétisme         | Décathlon                    | Jim Thorpe                                                                            | 8412pts     |
| Tir                | Pistolet tir rapide à 25 m   | Alfred Lane                                                                           | 287pts      |
| Tir                | Pistolet à 50 m              | Alfred Lane                                                                           | 499pts      |
| Tir                | Carabine par équipes         | Harry Adams Allan Briggs Cornelius Burdette John Jackson Carl Osburn Warren Sprout    | 1687pts     |
| Tir                | Fosse olympique              | James Graham                                                                          | 96pts       |
| Tir                | Carabine à 50 m              | Frederick Hird                                                                        | 194pts      |
| Tir                | Pistolet à 50 m par équipes  | John Dietz Peter Dolfen Alfred Lane Henry Sears                                       | 1916pts     |
| Tir                | Tir aux pigeons par équipes  | Charles Billings Edward Gleason James Graham Frank Hall John Hendrickson Ralph Spotts | 532pts      |
| Natation           | 100 m nage libre             | Duke Kahanamoku                                                                       | 1:03.4      |
| Natation           | 100 m dos                    | Harry Hebner                                                                          | 1:21.2      |

### Médailles d'argent
| Sport                  | Discipline                                          | Sportifs                                                        | Performance |
| Médaille d'argent : 19 |                                                     |                                                                 |             |
| Athlétisme             | 100 m                                               | Alvah Meyer                                                     | 10.9        |
| Athlétisme             | 200 m                                               | Donald Lippincott                                               | 21.8        |
| Athlétisme             | 800 m                                               | Mel Sheppard                                                    | 1ː52.0      |
| Athlétisme             | 1 500 m                                             | Abel Kiviat                                                     | 3ː56.9      |
| Athlétisme             | 10 000 m                                            | Lewis Tewanima                                                  | 32:06.6     |
| Athlétisme             | 110 m haies                                         | James Wendell                                                   | 15.2        |
| Athlétisme             | Saut à la perche                                    | Frank Nelson                                                    | 3,85 m      |
| Athlétisme             | Saut à la perche                                    | Marc Wright                                                     | 3,85 m      |
| Athlétisme             | Saut en longueur sans élan                          | Platt Adams                                                     | 3,36 m      |
| Athlétisme             | Saut en hauteur sans élan                           | Benjamin Adams                                                  | 1,55 m      |
| Athlétisme             | Lancer du poids                                     | Ralph Rose                                                      | 15,25 m     |
| Athlétisme             | Lancer du disque                                    | Richard Byrd                                                    | 42,32 m     |
| Athlétisme             | Lancer du poids à deux mains                        | Patrick McDonald                                                | 27,53 m     |
| Athlétisme             | Pentathlon                                          | James Donahue                                                   | 24pts       |
| Tir                    | Pistolet à 50 m                                     | Peter Dolfen                                                    | 474pts      |
| Tir                    | Carabine libre à 600 m                              | Carl Osburn                                                     | 90pts       |
| Tir                    | Carabine d'ordonnance à 300 m, trois positions      | Carl Osburn                                                     | 95pts       |
| Tir                    | Tir au cerf courant coup simple à 100 m par équipes | William Leushner William Libbey William McDonnell Walter Winans | 132pts      |
| Natation               | 4 × 200 m nage libre                                | Kenneth Huszagh Harry Hebner Perry McGillivray Duke Kahanamoku  | 10:20.0     |

### Médailles de bronze
| Sport                   | Discipline                         | Sportifs                                                        | Performance |
| Médaille de bronze : 19 |                                    |                                                                 |             |
| Athlétisme              | 100 m                              | Don Lippincott                                                  | 10.9        |
| Athlétisme              | 400 m                              | Ed Lindberg                                                     | 48.4        |
| Athlétisme              | 800 m                              | Ira Davenport                                                   | 1ː52.0      |
| Athlétisme              | 1 500 m                            | Norman Taber                                                    | 3ː56.9      |
| Athlétisme              | 110 m haies                        | Martin Hawkins                                                  | 15.3        |
| Athlétisme              | Marathon                           | Gaston Strobino                                                 | 2ː38ː42.4   |
| Athlétisme              | Saut en hauteur                    | George Horine                                                   | 1,89 m      |
| Athlétisme              | Saut à la perche                   | Frank Murphy                                                    | 3,80 m      |
| Athlétisme              | Saut en longueur sans élan         | Benjamin Adams                                                  | 3,28 m      |
| Athlétisme              | Lancer du poids                    | Lawrence Whitney                                                | 13,93 m     |
| Athlétisme              | Lancer du disque                   | James Duncan                                                    | 42,28 m     |
| Athlétisme              | Lancer du marteau                  | Clarence Childs                                                 | 48,17 m     |
| Cyclisme                | Contre-la-montre masculin          | Carl Schutte                                                    | 10:52:38.8  |
| Cyclisme                | Contre-la-montre par équipe        | Carl Schutte Alvin Loftes Albert Krushel Walter Martin          | 11:13:51.3  |
| Équitation              | Concours complet par équipe        | Ben Lear John Montgomery Guy Henry Ephraim Graham               | 137.33pts   |
| Tir                     | Carabine libre à 600 m             | John Jackson                                                    | 93pts       |
| Tir                     | Petite carabine à 25 m par équipes | Frederick Hird William Leushner William McDonnell Warren Sprout | 881pts      |
| Tir                     | Petite carabine à 50 m par équipes | Frederick Hird William Leushner Carl Osburn Warren Sprout       | 744pts      |
| Natation                | 100 m nage libre                   | Ken Huszagh                                                     | 1:05.6      |

## Résultats

### Athlétisme
Courses
| Athlète                                                       | Épreuve                   | Séries      | Séries      | Demi-finales | Demi-finales | Finale    | Finale                              |
| Athlète                                                       | Épreuve                   | Temps       | Rang        | Temps        | Rang         | Temps     | Rang                                |
| ------------------------------------------------------------- | ------------------------- | ----------- | ----------- | ------------ | ------------ | --------- | ----------------------------------- |
| Lewis Anderson                                                | 1 500 m                   | Non courues | Non courues | ?            | 4e           | Éliminé   | Éliminé                             |
| Frank Belote                                                  | 100 m                     | 11.0        | 1re         | 11.1         | 1re          | 11.0      | 5e                                  |
| Tell Berna                                                    | 5 000 m                   | Non courues | Non courues | 15ː53.3      | 3e           | 15ː10.0   | 5e                                  |
| Tell Berna                                                    | Cross-country individuel  | Non courues | Non courues | Non courues  | Non courues  | DNF       | DNF                                 |
| Vaughn Blanchard                                              | 110 m haies               | 16.0        | 2e          | 15.7         | 2e           | Éliminé   | Éliminé                             |
| George Bonhag                                                 | 5 000 m                   | Non courues | Non courues | 15:22.6      | 1re          | 15:09.8   | 4e                                  |
| George Bonhag                                                 | Cross-country individuel  | Non courues | Non courues | Non courues  | Non courues  | DNF       | DNF                                 |
| David Caldwell                                                | 800 m                     | 1:58.6      | 1re         | 1:55.9       | 3e           | 1:52.8    | 4e                                  |
| John Case                                                     | 110 m haies               | 16.3        | 1re         | 15.6         | 1re          | 15.3      | 4e                                  |
| George Chisholm                                               | 110 m haies               | 15.4        | 1re         | 15.7         | 2e           | Éliminé   | Éliminé                             |
| Carl Cooke                                                    | 200 m                     | 22.5        | 1re         | ?            | 2e           | Éliminé   | Éliminé                             |
| Ira Courtney                                                  | 100 m                     | 11.2        | 1re         | ?            | 2e           | Éliminé   | Éliminé                             |
| Ira Courtney                                                  | 200 m                     | 22.7        | 1re         | ?            | 3e           | Éliminé   | Éliminé                             |
| Ralph Craig                                                   | 100 m                     | 11.2        | 1re         | 10.7         | 1re          | 10.8      | Médaille d'or, Jeux olympiques      |
| Ralph Craig                                                   | 200 m                     | 22.8        | 1re         | 21.9         | 1re          | 21.7      | Médaille d'or, Jeux olympiques      |
| Ira Davenport                                                 | 400 m                     | ?           | 2e          | ?            | 2e           | Éliminé   | Éliminé                             |
| Ira Davenport                                                 | 800 m                     | 1:59.0      | 1re         | 1:55.9       | 4e           | 1:52.0    | Médaille de bronze, Jeux olympiques |
| Clarence DeMar                                                | Marathon                  | Non courues | Non courues | Non courues  | Non courues  | 2:50:46.6 | 12e                                 |
| Howard Drew                                                   | 100 m                     | 11.0        | 1re         | 11.0         | 1re          | DNS       | DNS                                 |
| Clarence Edmundson                                            | 400 m                     | 50.2        | 1re         | ?            | 2e           | Éliminé   | Éliminé                             |
| Clarence Edmundson                                            | 800 m                     | 1:56.5      | 1re         | 1:55.8       | 2e           | ?         | 7e                                  |
| John Eller                                                    | 110 m haies               | 16.0        | 1re         | 15.7         | 2e           | Éliminé   | Éliminé                             |
| Joseph Erxleben                                               | Marathon                  | Non courues | Non courues | Non courues  | Non courues  | 2:45:47.2 | 8e                                  |
| Edward Fitzgerald                                             | 5 000 m                   | Non courues | Non courues | DNF          | DNF          | Éliminé   | Éliminé                             |
| Joseph Forshaw                                                | Marathon                  | Non courues | Non courues | Non courues  | Non courues  | 2:49:49.4 | 10e                                 |
| John Gallagher                                                | Marathon                  | Non courues | Non courues | Non courues  | Non courues  | 2:44:19.4 | 7e                                  |
| Peter Gerhardt                                                | 100 m                     | 11.2        | 1re         | ?            | 3e           | Éliminé   | Éliminé                             |
| Peter Gerhardt                                                | 200 m                     | 22.9        | 1re         | ?            | 2e           | Éliminé   | Éliminé                             |
| Carroll Haff                                                  | 400 m                     | 50.4        | 1re         | 49.7         | 1re          | 49.5      | 5e                                  |
| Thomas Halpin                                                 | 800 m                     | 1:59.2      | 4e          | Éliminé      | Éliminé      | Éliminé   | Éliminé                             |
| Martin Hawkins                                                | 110 m haies               | 16.1        | 1re         | 15.7         | 1re          | 15.3      | Médaille de bronze, Jeux olympiques |
| Frederick Hedlund                                             | 1 500 m                   | Non courues | Non courues | 4:10.8       | 2e           | ?         | 9-14                                |
| Harry Hellawell                                               | 10 000 m                  | Non courues | Non courues | DNF          | DNF          | Éliminé   | Éliminé                             |
| Harry Hellawell                                               | Cross-country individuel  | Non courues | Non courues | Non courues  | Non courues  | 48:12.0   | 12e                                 |
| Harlan Holden                                                 | 800 m                     | 1:58.1      | 1re         | ?            | 6-9          | Éliminé   | Éliminé                             |
| John Paul Jones                                               | 800 m                     | 2:01.8      | 1re         | DNS          | DNS          | Éliminé   | Éliminé                             |
| John Paul Jones                                               | 1 500 m                   | Non courues | Non courues | 4:12.4       | 2e           | 3:57.2    | 4e                                  |
| Frederick Kaiser                                              | 10 km marche              | Non courues | Non courues | 51:31.8      | 5e           | DNF       | DNF                                 |
| Fred Kelly                                                    | 110 m haies               | 16.4        | 1re         | 15.6         | 1re          | 15.1      | Médaille d'or, Jeux olympiques      |
| Abel Kiviat                                                   | 1 500 m                   | Non courues | Non courues | 4:04.4       | 1re          | 3:56.9    | Médaille d'argent, Jeux olympiques  |
| William Kramer                                                | 10 000 m                  | Non courues | Non courues | DNF          | DNF          | Éliminé   | Éliminé                             |
| William Kramer                                                | Cross-country individuel  | Non courues | Non courues | Non courues  | Non courues  | DNF       | DNF                                 |
| Thomas Lilley                                                 | Marathon                  | Non courues | Non courues | Non courues  | Non courues  | 2:59:35.4 | 18e                                 |
| Edward Lindberg                                               | 400 m                     | 50.6        | 1re         | 48.9         | 1re          | 48.4      | Médaille de bronze, Jeux olympiques |
| Donald Lippincott                                             | 100 m                     | 10.6        | 1re         | 10.7         | 1re          | 10.9      | Médaille de bronze, Jeux olympiques |
| Donald Lippincott                                             | 200 m                     | 22.8        | 1re         | 21.8         | 1re          | 21.8      | Médaille d'argent, Jeux olympiques  |
| Louis Madeira                                                 | 1 500 m                   | Non courues | Non courues | 4:27.9       | 2e           | ?         | 9-14                                |
| Hugh Maguire                                                  | 10 000 m                  | Non courues | Non courues | 34:32.0      | 5e           | DNF       | DNF                                 |
| Walter McClure                                                | 800 m                     | ?           | 3e          | Éliminé      | Éliminé      | Éliminé   | Éliminé                             |
| Walter McClure                                                | 1 500 m                   | Non courues | Non courues | 4:07.3       | 2e           | ?         | 8e                                  |
| Wallace McCurdy                                               | 5 000 m                   | Non courues | Non courues | DNF          | DNF          | Éliminé   | Éliminé                             |
| Ted Meredith                                                  | 400 m                     | ?           | 2e          | 48.8         | 1re          | 49.2      | 4e                                  |
| Ted Meredith                                                  | 800 m                     | ?           | 2e          | 1:54.4       | 1re          | 1:51.9    | Médaille d'or, Jeux olympiques      |
| Alvah Meyer                                                   | 100 m                     | 11.6        | 1re         | 10.7         | 1re          | 10.9      | Médaille d'argent, Jeux olympiques  |
| Alvah Meyer                                                   | 200 m                     | 24.1        | 1re         | ?            | 2e           | Éliminé   | Éliminé                             |
| John Nicholson                                                | 110 m haies               | 15.5        | 1re         | 15.4         | 1re          | DNF       | DNF                                 |
| James Patterson                                               | 1 500 m                   | Non courues | Non courues | 4:05.5       | 3e           | Éliminé   | Éliminé                             |
| Richard Piggott                                               | Marathon                  | Non courues | Non courues | Non courues  | Non courues  | 2:46:40.7 | 9e                                  |
| Edwin Pritchard                                               | 110 m haies               | 16.4        | 1re         | 15.6         | 2e           | Éliminé   | Éliminé                             |
| Herbert Putnam                                                | 800 m                     | ?           | 2e          | 1:55.0       | 4e           | ?         | 8e                                  |
| Herbert Putnam                                                | 1 500 m                   | Non courues | Non courues | 4:07.6       | 3e           | Éliminé   | Éliminé                             |
| Charles Reidpath                                              | 200 m                     | 22.6        | 1re         | 22.1         | 1re          | 22.3      | 5e                                  |
| Charles Reidpath                                              | 400 m                     | 51.2        | 2e          | 48.7         | 1re          | 48.2      | Médaille d'or, Jeux olympiques      |
| Edward Renz                                                   | 10 km marche              | Non courues | Non courues | 53:30.8      | 7e           | Éliminé   | Éliminé                             |
| John Reynolds                                                 | Marathon                  | Non courues | Non courues | Non courues  | Non courues  | DNF       | DNF                                 |
| James Rosenberger                                             | 400 m                     | 50.6        | 1re         | DNF          | DNF          | Éliminé   | Éliminé                             |
| Michael J. Ryan                                               | Marathon                  | Non courues | Non courues | Non courues  | Non courues  | DNF       | DNF                                 |
| Samuel Schwartz                                               | 10 km marche              | Non courues | Non courues | 53:30.8      | 6e           | Éliminé   | Éliminé                             |
| Henry Scott                                                   | 5 000 m                   | Non courues | Non courues | 15:23.5      | 1re          | ?         | 8-11                                |
| Henry Scott                                                   | 10 000 m                  | Non courues | Non courues | 34:14.2      | 3e           | Éliminé   | Éliminé                             |
| Henry Scott                                                   | Cross-country individuel  | Non courues | Non courues | Non courues  | Non courues  | 53:51.4   | 4e                                  |
| Mel Sheppard                                                  | 400 m                     | 1:06.6      | 2e          | ?            | 2e           | Éliminé   | Éliminé                             |
| Mel Sheppard                                                  | 800 m                     | ?           | 2e          | 1:54.8       | 3e           | 1:52.0    | Médaille d'argent, Jeux olympiques  |
| Mel Sheppard                                                  | 1 500 m                   | Non courues | Non courues | 4:27.6       | 1re          | ?         | 9-14                                |
| Harry Smith                                                   | Marathon                  | Non courues | Non courues | Non courues  | Non courues  | 2:52:53.8 | 17e                                 |
| Andrew Sockalexis                                             | Marathon                  | Non courues | Non courues | Non courues  | Non courues  | 2:42:07.9 | 4e                                  |
| Gaston Strobino                                               | Marathon                  | Non courues | Non courues | Non courues  | Non courues  | 2:38:42.4 | Médaille de bronze, Jeux olympiques |
| Norman Taber                                                  | 1 500 m                   | Non courues | Non courues | 4:25.5       | 1re          | 3:56.9    | Médaille de bronze, Jeux olympiques |
| Lewis Tewanima                                                | 10 000 m                  | Non courues | Non courues | 32:31.4      | 2e           | 32:06.6   | Médaille d'argent, Jeux olympiques  |
| Lewis Tewanima                                                | Marathon                  | Non courues | Non courues | Non courues  | Non courues  | 2:52:41.4 | 16e                                 |
| Rupert Thomas                                                 | 100 m                     | ?           | 2e          | ?            | 3e           | Éliminé   | Éliminé                             |
| Alfred Voellmeke                                              | 10 km marche              | Non courues | Non courues | 52:29.0      | 6e           | Éliminé   | Éliminé                             |
| James Wendell                                                 | 110 m haies               | 15.7        | 2e          | 15.5         | 1re          | 15.2      | Médaille d'argent, Jeux olympiques  |
| Garnett Wikoff                                                | 5 000 m                   | Non courues | Non courues | DNF          | DNF          | Éliminé   | Éliminé                             |
| Clement Wilson                                                | 100 m                     | ?           | 2e          | ?            | 4e           | Éliminé   | Éliminé                             |
| Clement Wilson                                                | 200 m                     | ?           | 2e          | ?            | 2e           | Éliminé   | Éliminé                             |
| Donnell Young                                                 | 200 m                     | 22.8        | 1re         | 21.9         | 1re          | 22.3      | 6e                                  |
| Donnell Young                                                 | 400 m                     | 50.4        | 2e          | Disqualifié  | Disqualifié  | Éliminé   | Éliminé                             |
| Tell Berna Harry Hellawell Henry Scott                        | Cross-country par équipes | Non courues | Non courues | Non courues  | Non courues  | Éliminé   | Éliminé                             |
| Frank Belote Carl Cooke Ira Courtney Clement Wilson           | 4 × 100 m                 | 43.7        | 1re         | Disqualifié  | Disqualifié  | Éliminé   | Éliminé                             |
| Edward Lindberg Ted Meredith Charles Reidpath Mel Sheppard    | 4 × 400 m                 | Non courues | Non courues | 3:23.3       | 1re          | 3:16.6    | Médaille d'or, Jeux olympiques      |
| Tell Berna George Bonhag Abel Kiviat Henry Scott Norman Taber | 3 000 m par équipes       | Non courues | Non courues | 9pts         | 1re          | 9pts      | Médaille d'or, Jeux olympiques      |

Concours
| Athlète           | Épreuve                       | Qualification | Qualification | Finale      | Finale                              |
| Athlète           | Épreuve                       | Performance   | Rang          | Performance | Rang                                |
| ----------------- | ----------------------------- | ------------- | ------------- | ----------- | ----------------------------------- |
| Benjamin Adams    | Saut en longueur sans élan    | 3,28 m        | 3e            | 3,28 m      | Médaille de bronze, Jeux olympiques |
| Benjamin Adams    | Saut en hauteur sans élan     | 1,50 m        | 1re           | 1,60 m      | Médaille d'argent, Jeux olympiques  |
| Platt Adams       | Triple saut                   | 14,09 m       | 5e            | Éliminé     | Éliminé                             |
| Platt Adams       | Saut en hauteur               | 1,70 m        | 23e           | Éliminé     | Éliminé                             |
| Platt Adams       | Saut en longueur sans élan    | 3,32 m        | 2e            | 3,36 m      | Médaille d'argent, Jeux olympiques  |
| Platt Adams       | Saut en hauteur sans élan     | 1,50 m        | 1re           | 1,63 m      | Médaille d'or, Jeux olympiques      |
| Fred Allen        | Saut en longueur              | 6,94 m        | 6e            | Éliminé     | Éliminé                             |
| Harry Babcock     | Saut à la perche              | 3,65 m        | 1re           | 3,95 m      | Médaille d'or, Jeux olympiques      |
| Sam Bellah        | Saut à la perche              | 3,65 m        | 1re           | 3,75 m      | 7e                                  |
| Frank Belote      | Saut en hauteur sans élan     | 1,45 m        | 7e            | Éliminé     | Éliminé                             |
| Charles Brickley  | Triple saut                   | 13,88 m       | 9e            | Éliminé     | Éliminé                             |
| Avery Brundage    | Lancer du disque              | 37,85 m       | 22e           | Éliminé     | Éliminé                             |
| Jervis Burdick    | Saut en hauteur               | 1,80 m        | 12e           | Éliminé     | Éliminé                             |
| Richard Byrd      | Lancer du disque à deux mains | 62,32 m       | 17e           | Éliminé     | Éliminé                             |
| Richard Byrd      | Lancer du disque              | 46,32 m       | 2e            | 46,32 m     | Médaille d'argent, Jeux olympiques  |
| Richard Byrd      | Saut en longueur sans élan    | 3,12 m        | 8e            | Éliminé     | Éliminé                             |
| Richard Byrd      | Saut en hauteur sans élan     | 1,50 m        | 1re           | 1,50 m      | 4e                                  |
| Clarence Childs   | Lancer du marteau             | 48,17 m       | 3e            | 48,17 m     | Médaille de bronze, Jeux olympiques |
| Frank Coyle       | Saut à la perche              | 3,65 m        | 1re           | 3,65 m      | 8e                                  |
| Gordon Dukes      | Saut à la perche              | 3,65 m        | 1re           | 3,65 m      | 8e                                  |
| James Duncan      | Lancer du disque              | 42,28 m       | 3e            | 42,38 m     | Médaille de bronze, Jeux olympiques |
| James Duncan      | Lancer du disque à deux mains | 71,13 m       | 5e            | Éliminé     | Éliminé                             |
| Harold Enright    | Saut en hauteur               | 1,75 m        | 13e           | Éliminé     | Éliminé                             |
| Egon Erickson     | Saut en hauteur               | 1,83 m        | 1re           | 1,87 m      | 4e                                  |
| Edward Farrell    | Saut en longueur              | 6,71 m        | 13e           | Éliminé     | Éliminé                             |
| Edward Farrell    | Triple saut                   | 13,57 m       | 13e           | Éliminé     | Éliminé                             |
| Forest Fletcher   | Saut en longueur sans élan    | 3,11 m        | 9e            | Éliminé     | Éliminé                             |
| Forest Fletcher   | Saut en hauteur sans élan     | 1,45 m        | 7e            | Éliminé     | Éliminé                             |
| Bill Fritz        | Saut à la perche              | 3,65 m        | 1re           | 3,65 m      | 8e                                  |
| Simon Gillis      | Lancer du marteau             | ?             | 14e           | Éliminé     | Éliminé                             |
| Leo Goehring      | Saut en longueur sans élan    | 3,14 m        | 5e            | Éliminé     | Éliminé                             |
| Leo Goehring      | Saut en hauteur sans élan     | 1,50 m        | 1re           | 1,50 m      | 4e                                  |
| Harry Grumpelt    | Saut en hauteur               | 1,83 m        | 1re           | 1,85 m      | 6e                                  |
| Albert Gutterson  | Saut en longueur              | 7,60 m        | 1re           | 7,60 m      | Médaille d'or, Jeux olympiques      |
| George Horine     | Saut en hauteur               | 1,83 m        | 1re           | 1,89 m      | Médaille de bronze, Jeux olympiques |
| Frank Irons       | Saut en longueur              | 6,80 m        | 9e            | Éliminé     | Éliminé                             |
| John Johnstone    | Saut en hauteur               | 1,83 m        | 1re           | 1,85 m      | 6e                                  |
| Pat McDonald      | Lancer du poids               | 14,78 m       | 2e            | 15,34 m     | Médaille d'or, Jeux olympiques      |
| Pat McDonald      | Lancer du poids à deux mains  | 25,09 m       | 3e            | 27,53 m     | Médaille d'argent, Jeux olympiques  |
| Matt McGrath      | Lancer du marteau             | 54,13 m       | 1re           | 54,74 m     | Médaille d'or, Jeux olympiques      |
| Eugene Mercer     | Saut en longueur              | 6,97 m        | 5e            | Éliminé     | Éliminé                             |
| Arlie Mucks       | Lancer du poids               | 40,93 m       | 6e            | Éliminé     | Éliminé                             |
| Arlie Mucks       | Lancer du poids à deux mains  | 63,83 m       | 15e           | Éliminé     | Éliminé                             |
| Emil Muller       | Lancer du poids               | 39,35 m       | 12e           | Éliminé     | Éliminé                             |
| Emil Muller       | Lancer du poids à deux mains  | 69,56 m       | 6e            | Éliminé     | Éliminé                             |
| Frank Murphy      | Saut à la perche              | 3,65 m        | 1re           | 3,80 m      | Médaille de bronze, Jeux olympiques |
| Frank Nelson      | Saut à la perche              | 3,65 m        | 1re           | 3,85 m      | Médaille d'argent, Jeux olympiques  |
| John Nicholson    | Saut en hauteur               | ?             | 34e           | Éliminé     | Éliminé                             |
| Wesley Oler       | Saut en hauteur               | 13,13 m       | 5e            | Éliminé     | Éliminé                             |
| George Philbrook  | Lancer du poids               | 42,28 m       | 3e            | Éliminé     | Éliminé                             |
| George Philbrook  | Lancer du disque              | 40,92 m       | 7e            | Éliminé     | Éliminé                             |
| Alma Richards     | Saut en hauteur               | 1,83 m        | 1re           | 1,93 m      | Médaille d'or, Jeux olympiques      |
| Ralph Rose        | Lancer du poids               | 15,25 m       | 1re           | 15,25 m     | Médaille d'argent, Jeux olympiques  |
| Ralph Rose        | Lancer du disque              | 39,65 m       | 11e           | Éliminé     | Éliminé                             |
| Ralph Rose        | Lancer du marteau             | 42,58 m       | 8e            | Éliminé     | Éliminé                             |
| Ralph Rose        | Lancer du poids à deux mains  | 26,50 m       | 2e            | 27,70 m     | Médaille d'or, Jeux olympiques      |
| Benjamin Sherman  | Lancer du marteau             | 38,77 m       | 12e           | Éliminé     | Éliminé                             |
| Jim Thorpe        | Saut en longueur              | 6,89 m        | 7e            | Éliminé     | Éliminé                             |
| Jim Thorpe        | Saut en hauteur               | 1,83 m        | 1re           | 1,87 m      | 4e                                  |
| Lawrence Whitney  | Lancer du poids               | 13,93 m       | 3e            | 13,93 m     | Médaille de bronze, Jeux olympiques |
| Lawrence Whitney  | Lancer du disque              | 37,91 m       | 20e           | Éliminé     | Éliminé                             |
| Lawrence Whitney  | Lancer du poids à deux mains  | 24,09 m       | 4e            | Éliminé     | Éliminé                             |
| Harry Worthington | Saut en longueur              | 7,03 m        | 4e            | Éliminé     | Éliminé                             |
| Marc Wright       | Saut à la perche              | 3,65 m        | 1re           | 3,85 m      | Médaille d'argent, Jeux olympiques  |

Combiné - Décathlon
| Athlète        | Épreuve  | 100 m | SL     | LP      | SH     | 400 m  | LD      | 110 H | SP     | LJ      | 1 500 m | Total        | Rang |
| -------------- | -------- | ----- | ------ | ------- | ------ | ------ | ------- | ----- | ------ | ------- | ------- | ------------ | ---- |
| Harry Babcock  | Résultat | 11.6  | 6,29 m | 10,16 m | DNS    | —      | —       | —     | —      | —       | —       | DNF 2054.050 | 25e  |
| Harry Babcock  | Points   | 809.6 | 708.45 | 536     | 0      | 0      | 0       | 0     | 0      | 0       | 0       | DNF 2054.050 | 25e  |
| Avery Brundage | Résultat | 12.2  | 6,40 m | 11,12 m | 1,70 m | 55.2   | 34,07 m | 17.1  | 2,90 m | DNS     | —       | DNF 5580.900 | 16e  |
| Avery Brundage | Points   | 666.8 | 735.40 | 632     | 720    | 744.32 | 719.28  | 800.5 | 562.6  | 0       | 0       | DNF 5580.900 | 16e  |
| James Donahue  | Résultat | 11.8  | 6,48 m | 9,67 m  | 1,65 m | 51.6   | 29,95 m | 16.2  | 3,40 m | 37,09 m | 4:44.0  | 7083.450     | 5e   |
| James Donahue  | Points   | 762.0 | 755.00 | 487     | 650    | 879.68 | 562.62  | 886.0 | 832.6  | 512.150 | 756.4   | 7083.450     | 5e   |